# Madonna in trono e santi (Caroto)
Madonna in trono e Santi è un dipinto del pittore veronese Giovan Francesco Caroto conservato presso il museo diocesano di Trento.